# Fina Imported Motor Car
Die Fina Imported Motor Car Company war ein US-amerikanischer Automobilhersteller und -importeur, der in New York City ansässig war. Firmengründer war Perry Fina.

## Fina Sport
1953–1955 stellte die Firma einen eigenen Wagen unter dem Namen Fina Sport her. Das zweitürige Hardtop-Coupé war aus Teilen unterschiedlicher US-amerikanischer und europäischer Automobile zusammengesetzt. Das Fahrgestell kam von Ford und wurde mit V8-Motoren von Cadillac bestückt und über das Ganze schneiderte Vignale die Karosserie.
Es standen zwei Motoren zur Auswahl. Das Standardtriebwerk besaß 5426 cm³ Hubraum und lieferte 210 bhp (154 kW) bei 4150 min−1. Auf Wunsch gab es einen stärkeren V8 mit 300 bhp (221 kW) Leistung. Über eine Dual Range Hydra-Matic wurde die Motorkraft an die Hinterräder weitergeleitet. Der Verkaufspreis lag bei 9800 US-Dollar.